# Новое Левино
Новое Левино — деревня в Медынском районе Калужской области России. Входит в состав сельского поселения «деревня Глухово».

## География
Расположена у реки Мисида. Рядом — Бабичево.

## История
В 1782 году на месте деревни обозначены пустоши во владениях Евдокии Александровны Зиновьевой, князей Александра Александровича Урусова и Василия Ивановича Долгорукова.
К 1859 году Левино новое значилась как деревня 1-го стана Медынского уезда и насчитывала 12 дворов и 133 жителя.
После реформ 1861 года вошла в Глуховскую волость. Население в 1892 году — 117 человек, в 1912 году — 137 человек.
В 2007 году деревня сгорела вместе с весенним палом.

## Население
| 2002 | 2010 |
| ---- | ---- |
| 0    | →0   |